# Jindřich Larisch-Mönnich
Jindřich Larisch-Mönnich (23. února 1793 Karviná – 21. dubna 1859 Florencie) byl hrabě z rodu Larisch-Mönnichů, podnikatel v oblasti Těšínského Slezska.
Jindřich byl synem Jana Josefa Larische (* 6. června 1766) a Anny Marie Tekly, poslední nositelky rodového jména Mönich; jejich sňatek začal historii rodu Larisch-Mönnich. V roce 1817 se Jindřich oženil s Gabrielou Jindřiškou Haugvicovou, s níž měl osm dětí.
- Jindřiška Larisch-Mönnich (3.12.1817 - 20.11. 1861)
- Albertina Larisch-Mönnich (20.5.1819 - 10.7. 1900)
- Jan Larisch-Mönnich (30.5. 1821 - 3.6. 1884)
- Žofie Natalie Larisch-Mönnich (3.10. 1822 - 30.6. 1905)
- Leo Larisch-Mönnich (10.1. 1824 - 24.1. 1872)
- Alfons Larisch-Mönnich (18.7. 1825 - 5.8. 1843)
- Bedřich Larisch-Mönnich (1.3. 1830 - 4.1. 1885)
- Evžen Larisch-Mönnich (18.2. 1835 - 14.12. 1880)

Jindřichovými dědici byl nejstarší syn Jan Larisch-Mönnich a nejmladší Evžen Larisch-Mönnich.
Jindřich založil cukrovar v Horní Suché (1832), sklárnu v Karviné (30. léta 19. století), výrobnu sody v Petrovicích (1852), výrobnu hliněného zboží v Horní Lutyni a továrnu na zinkové barvy v Petřvaldě a koksovací pec v Karviné. Investoval také do rozvoje dolů - v roce 1856 nechal hloubit budoucí důl Františka a také pozdější důl Jindřich.
Od roku 1848 do roku 1849 zasedal také jako poslanec Moravského zemského sněmu. Nastoupil sem po zemských volbách roku 1848 za kurii virilistů a velkostatků (manský statek Životice).